# Orquestra de Cambra de Tarragona
L'Orquestra de Cambra de Tarragona (OCTA) es presenta com un nou projecte professional estretament vinculat a la ciutat de Tarragona i a la demarcació.
L'OCTA neix el desembre de 2014 impulsada pel violinista tarragoní Dasio Castro juntament amb el violinista Oriol Gonzàlez.
La particularitat de l'orquestra és que estableix un punt de trobada entre professors, ex alumnes i altres músics relacionats amb el Conservatori de Música de la Diputació a Tarragona. Això permet una doble tasca, per una banda, donar sortida professional als músics que s'han format i estan vinculats a casa nostra, i per l'altra, retornar al territori el talent musical que les institucions educatives tarragonines han generat durant dècades.
L'orquestra treballa amb repertori de diverses èpoques i estils, i vol ser una eina per promocionar i dinamitzar la música catalana, així com als seus compositors i als artistes de la demarcació.
L'estructura de l'OCTA permet que pugui adaptar-se a diferents formats (música de cambra, música simfònica...) per poder abraçar un repertori més ampli, tot i que el seu tret identitari és la música de cambra.
Com a orquestra vinculada al Conservatori també té un vessant pedagògic. Per a introduir els més joves en el món de la música des d'un punt de vista més comprensible i entenedor, l'orquestra també realitza concerts en format familiar i ofereix als estudiants la possibilitat de col·laborar amb una orquestra professional, entre altres activitats.
En la seva primera temporada, l'OCTA ha format part de la quinzena edició del reconegut Festival Internacional de Música de Tarragona.
L'OCTA pretén establir una forta relació amb les diferents institucions de la ciutat de Tarragona i de la demarcació, per tal de situar-les com un referent generador de cultura.
| Nom de la Producció                                                                | Data          | Llocs on s'ha interpretat                                | Solistes                                                                          |
| ---------------------------------------------------------------------------------- | ------------- | -------------------------------------------------------- | --------------------------------------------------------------------------------- |
| El Barroc més virtuós                                                              | desembre 2014 | Auditori Diputació de Tarragona (Tarragona)              | Oriol Ganzález, Dasio Castro, Andrea Alcalá, Mikel Paz, Roser Àvila, Nicolás Cobo |
| "Stabat Mater"                                                                     | abril 2015    | Església Crit Rei (Reus), Església de St.Pau (Tarragona) | Maite Pérez, Mercè Obiol                                                          |
| Cristoforo Pestalozzi i l'OCTA (15è Festival Internacional de Música de Tarragona) | juliol 2015   | Auditori Diputació de Tarragona (Tarragona)              | Cristoforo Pestalozzi                                                             |